# Hampden Automobile & Launch Company
Hampden Automobile & Launch Company war ein US-amerikanischer Hersteller von Automobilen.

## Unternehmensgeschichte
James Frank Duryea, bekannt durch Duryea, W. D. Eaton und A. M. Green gründeten das Unternehmen im September 1900. Der Sitz war in Springfield in Massachusetts. Sie stellten Automobile her, die als Hampden vermarktet wurden. 1901 endete die Produktion. Insgesamt entstanden nur wenige Fahrzeuge. Duryea wechselte daraufhin zu Stevens-Duryea.
Homer R. Burton und R. A. McKee übernahmen das Unternehmen und machten daraus eine Automobilwerkstatt.

## Fahrzeuge
Im Angebot stand nur ein Modell. Es hatte einen Zweizylinder-Viertaktmotor. Er war unter dem Sitz montiert und trieb die Hinterachse an. Besonderheit war, dass der Motor vom Sitz aus gestartet werden konnte. Die offene Karosserie in Form eines Runabouts bot Platz für zwei Personen. Das Leergewicht war mit 340 kg angegeben.